# Bender (Familienname)
Bender ist ein Familienname.

## Herkunft und Bedeutung
Der Name Bender ist der Berufsname des Benders oder Binders, genauer des Fassbinders.

## Varianten
Varianten des Namens sind Fassbaender, Fassbender, Fasbender, Fassbind, Fassbinder und Binder.

## Namensträger

### A
- Achim Bender (* 1948), deutscher Jurist
- Adolf Bender (1903–1997), deutscher Maler
- Adolf Gebhard Bender (1914–1945), deutscher Schulbruder und Märtyrer
- Aimee Bender (* 1969), US-amerikanische Schriftstellerin
- Albert Bender (1866–1941), irisch-amerikanischer Versicherungsunternehmer und Kunstsammler
- Albert K. Bender (1921–2016), US-amerikanischer Ufologe und Autor
- Alfred Bender (1863–1937), südafrikanischer Rabbiner und Hochschullehrer irischer Herkunft
- Andrea Bender (Malerin) (* 1972), deutsche Malerin
- Andrea Bender (Psychologin), Psychologin und Hochschullehrerin
- Alejandro Bender (* 1976), argentinischer Judoka
- Angelika Bender (* 1948), deutsche Schauspielerin und Synchronsprecherin
- Arnold Bender (Pseudonym Mark Philippi; 1904–1978), deutsch-britischer Schriftsteller
- Arthur Bender, Schweizer Politiker, Staatsrat Wallis
- August Bender (Chemiker) (1847–1926), deutscher Chemiker, Unternehmer und Fabrikgründer
- August Bender (Mediziner) (1909–2005), deutscher Mediziner, SS-Sturmbannführer und KZ-Arzt
- August Anton Ernst Bender (1813–1891), deutscher Richter und preußischer Abgeordneter
- Augusta Bender (1846–1924), deutsche Schriftstellerin und Frauenrechtlerin

### B
- Bastian Bender (* 1981), deutscher Hörfunkmoderator
- Bernhard Bender (* 1945), deutscher Politiker (SPD)
- Birgitt Bender (* 1956), deutsche Politikerin (Bündnis 90/Die Grünen)
- Blasius Bender (Abt) (1670–1727), deutscher Geistlicher, Abt von St. Blasien
- Blasius Kolumban von Bender (1713–1798), deutscher Offizier in österreichischen Diensten

### C
- Carl Bender (Theologe) (1838–1912), deutscher Theologe
- Carl M. Bender (* 1943), US-amerikanischer Physiker
- Chief Bender (Charles Albert Bender; 1884–1954), US-amerikanischer Baseballspieler
- Chris Bender (* 1971), US-amerikanischer Filmproduzent
- Christiane Bender (* 20. Jahrhundert), deutsche Soziologin

### D
- David A. Bender (* 1946), britischer Biochemiker
- David Andrew Bender, Krebsforscher
- David L. Bender (* 1936), Schriftsteller
- David R. Bender (* 1942), Bibliothekar
- Dawn Bender (* 1935), ehemalige Schauspielerin
- Dieter Bender (Ruderer) (* 1940), deutscher Ruderer
- Dieter Bender (Wirtschaftswissenschaftler) (* 1942), deutscher Wirtschaftswissenschaftler
- Dominik Bender (1957–2023), deutscher Schauspieler und Fotograf
- Dragan Bender (* 1997), kroatischer Basketballspieler

### E
- Eberhard Bender (* 1927), deutscher Beamter
- Elly Bender (1857–1947), deutsche Schauspielerin und Sängerin (Sopran)
- Emil Becker-Bender (1905–1995), deutscher Handelslehrer, Schuldirektor, Fachautor und Heimatforscher
- Émile Bender (1871–1953), französischer Politiker
- Emily M. Bender (* 1973), amerikanische Linguistin und Hochschullehrerin
- Erich Bender (Komponist) (1913–2002), deutscher Chorleiter und Filmmusikkomponist
- Erich Bender (Jurist), deutscher Jurist
- Erich F. Bender (1909–1983), deutscher Regisseur
- Ernst Bender (1889–1970), deutscher Germanist und Herausgeber
- Ernst Paul Bender (1881–1917), deutscher Architekt
- Erwin Bender (1921–nach 1994), deutscher Jurist und Richter
- Eva Bender (* 1944), schwedische Schauspielerin
- Ewald Bender (1883–1962), deutscher Kunsthistoriker

### F
- Ferdinand Bender (Theologe) (1816–1902), deutscher Theologe und Prediger
- Ferdinand Bender (Politiker) (1870–1939), deutscher Anarchist und Politiker (SPD)
- Franz Bender (Maler, 1873) (1873–1905), deutscher Maler und Grafiker
- Franz Bender (Historiker) (1876–1936), deutscher Historiker, Bibliothekar und Hochschullehrer
- Franz Bender (Maler, 1882) (1882–1936), deutscher Maler der Düsseldorfer Schule
- Franz Bender (Landrat) (1884–1983), deutscher Landrat
- Franz Bender (Mediziner) (1922–1994), deutscher Mediziner
- Franz Daniel Bender (1815–1881), deutscher Bierbrauer
- Friedrich Bender (Politiker) (1826–1908), deutscher Politiker, MdL Waldeck
- Friedrich Bender (Heimatforscher) (1869–1932), Heimatforscher
- Friedrich Bender (Geologe) (1924–2008), deutscher Geologe
- Friedrich August Bender (1847–1926), deutscher Chemiker und Unternehmer, siehe August Bender (Chemiker)
- Fritz Bender (1907–1986), deutscher Unternehmer

### G
- Gabi Bender (* 1978), deutsche Rennrodlerin
- Georg Bender (1848–1924), deutscher Politiker, Oberbürgermeister von Breslau
- George H. Bender (1896–1961), US-amerikanischer Politiker (Ohio)
- Gert Bender, deutscher Motorradrennfahrer, -konstrukteur und Kunstflieger
- Gilbert Bender (* 1952), deutscher Künstler und Radiästhet
- Gisela Fiedler-Bender (* 1940), österreichische Kunsthistorikerin
- Gunnar Bender (* 1971), deutscher Jurist und Lobbyist
- Gunther Becker-Bender (* 1944), deutscher Physiker und Hochschullehrer

### H
- Hans Bender (Psychologe) (1907–1991), deutscher Psychologe und Parapsychologe
- Hans Bender (Schriftsteller) (1919–2015), deutscher Schriftsteller
- Hans Bender (Mykologe) (* 1944), deutscher Mykologe
- Hans-Egon Bender (* 1933), deutscher Jurist
- Hans Georg Bender (* 1943), deutscher Gynäkologe
- Hans-Michael Bender (1943–2025), deutscher Politiker (CDU)
- Harald Bender (1950–2014), deutscher Künstler
- Harold S. Bender (1897–1962), US-amerikanischer Täuferforscher
- Hedwig Bender (auch Helene Bender; 1854–1928), deutsche Philosophin und Frauenrechtlerin
- Heidi Bender (* 1957), deutsche Badmintonspielerin
- Hein Bender (1920–1987), deutscher Maler, Zeichner und Kunstdozent
- Heinrich Bender (Sportler) (1902–1943), deutscher Rugbyspieler und Ruderer
- Heinrich Bender (Dirigent) (1925–2016), deutscher Dirigent, Pianist und Musikpädagoge
- Heinrich Wolf-Bender (1871–1932), Schweizer Fotograf
- Heinz Bender (1925–2011), deutscher Architekt und Chronist
- Helga Bender (auch Helga König; 1942–2018), deutsche Schauspielerin
- Helmut Bender (Archäologe) (* 1940), deutscher Provinzialrömischer Archäologe und Hochschullehrer
- Helmut Bender (Mathematiker) (* 1942), deutscher Mathematiker und Hochschullehrer
- Hennes Bender (* 1968), deutscher Kabarettist
- Henry Bender (eigentlich Georg Berg; 1867–1935), deutscher Schauspieler
- Herbert Bender (1898–1974), deutscher evangelischer Geistlicher und Schriftsteller
- Hermann Bender (Philologe) (1835–1897), deutscher Klassischer Philologe und Autor
- Hermann Bender (Schriftsteller) (1846–1910), deutscher Ingenieur und Schriftsteller
- Hermann Joseph Bender (1835–1901), deutscher Kaufmann und Politiker, MdR
- Hilmar Bender (* 1968), deutscher Autor
- Horst Bender (SS-Mitglied) (1905–1987), deutscher Jurist und SS-Oberführer
- Horst Bender (Fußballspieler) (* 1954),  deutscher Fußballspieler

### I
- Ida Bender (1922–2012), russlanddeutsche Schriftstellerin

### J
- Jack Bender (* 1949), US-amerikanischer Fernseh- und Filmregisseur
- Jakob Bender (1910–1981), deutscher Fußballspieler
- Jan Bender (1909–1994), niederländischer Komponist und Kirchenmusiker
- Jean-Valentin Bender (1801–1873), deutsch-belgischer Dirigent und Komponist
- Jennie Bender (* 1988), US-amerikanische Langläuferin und Biathletin
- Jochen Bender (Hans-Joachim Bender; * 1942), deutscher Leichtathlet
- Johann Bender (Politiker) (1792–1850), deutscher Jurist und Abgeordneter
- Johann Heinrich Bender (1797–1859), deutscher Jurist, Schriftsteller und Abgeordneter
- Johannes Bender (1529–1596), deutscher lutherischer Theologe, Reformator und Konfessionalist, siehe Johannes Ligarius
- Johannes Bender (Politiker) (1804–1879), deutscher Kommunalpolitiker und Abgeordneter
- John B. Bender (* 1940), US-amerikanischer Anglist
- Jonathan Bender (* 1981), US-amerikanischer Basketballspieler
- Joseph Bender (1815–1893), deutscher Historiker
- Judith Pauly-Bender (* 1957), deutsche Politikerin (SPD)
- Julius Bender (1893–1966), deutscher Theologe und Geistlicher, Landesbischof in Baden
- Justus Bender (Richter) (1870–1954), deutscher Richter
- Jutta Ströter-Bender (* 1953), deutsche Kunstpädagogin, Künstlerin und Hochschullehrerin

### K
- Karl Bender (Schauspieler) (1864–1910), deutscher Schauspieler
- Karl Bender (Politiker) (1880–1970), deutscher Politiker (Zentrum), Oberbürgermeister von Freiburg i. Br.
- Karl Bender (Musiker) (1906–nach 1970), deutscher Violinist, Bratschist und Hochschullehrer
- Karl Friedrich Bender (1806–1869), deutscher Theologe und Erzieher
- Karl Heinz Bender (* 1928), deutscher Schauspieler, Hörspielsprecher und Moderator
- Karl-Heinz Bender (1936–2017), deutscher Romanist
- Karl Ludwig Bender (1811–1893), deutscher Lehrer, Journalist, Gutsbesitzer und Politiker (DFP)
- Kim Bender (* 1969), deutsche Autorin
- Klaus Bender (Ingenieur) (* 1943), deutscher Informationstechniker
- Klaus W. Bender (* 1938), deutscher Journalist
- Kristján Bender (1915–1975), isländischer Autor
- Kurt Bender (1885–1960), deutscher Manager

### L
- Landry Bender (* 2000), US-amerikanische Schauspielerin
- Larissa Bender (* 1958), deutsche Übersetzerin und Herausgeberin
- Lars Bender (* 1989), deutscher Fußballspieler
- Lars Bender (Fußballspieler, 1988) (* 1988), deutscher Fußballspieler
- Lawrence Bender (* 1957), US-amerikanischer Filmproduzent
- Lionel Bender (1934–2008), US-amerikanischer Linguist
- Lon Bender, US-amerikanischer Tontechniker
- Loreen Bender (* 2005), deutsche Fußballspielerin
- Lou Bender (1910–2009), US-amerikanischer Basketballspieler
- Louise Kachel-Bender (1847–1916), deutsche Schauspielerin
- Ludwig Bender (1908–1973), deutscher Filmregisseur und Drehbuchautor

### M
- Manfred Bender (* 1966), deutscher Fußballspieler und -trainer
- Mark Bender (* 1959), deutscher Countrysänger
- Martin Bender (Jesuit) (1731–1791), deutscher Jesuit und Dogmatiker
- Martin Bender (Jurist) (* 1959), deutscher Jurist und Richter am Bundesgerichtshof
- Maxime Bender (* 1982), luxemburgischer Jazzmusiker
- Melanie Bender (* 1974), deutsche Popsängerin
- Michael Bender (Physiker) (* 1968), deutsch-französischer Kernphysiker
- Michael Bender (Informatiker) (* 1970), deutscher Informatiker und Hochschullehrer
- Michael Bender (General) (* 1973/1974), deutscher Offizier
- Michael Benedict Bender (* 1958), deutscher Kirchenmusiker und Komponist
- Michael C. Bender, US-Journalist (Wall Street Journal)

### N
- Nicole Bender-Rummler (* 1982), deutsche Fußballspielerin und Funktionärin

### O
- Olaf Bender (* 1968), deutscher Künstler
- Oliver Bender (* 1982), deutscher Schauspieler
- Otto Bender (Politiker, 1847) (1847–1904), deutscher Politiker, Bürgermeister von Gerresheim
- Otto Bender (Politiker, 1897) (1897–1988), deutscher Politiker (NSDAP), MdL Baden

### P
- Paul Bender (Maler) (1862–1937), deutscher Maler und Grafiker
- Paul Bender (Sänger) (1875–1947), deutscher Sänger (Bass)
- Paul Bender (Politiker) (1893–1975), deutscher Politiker (KPD)
- Pete Wyoming Bender (1943–2014), US-amerikanischer Sänger und Komponist indianischer Abstammung
- Peter Bender (Autor) (1893–1944), deutscher Schriftsteller und Religionsgründer
- Peter Bender (Journalist) (1923–2008), deutscher Journalist und Althistoriker
- Peter Bender (Mathematiker) (* 1946), deutscher Mathematiker
- Peter Bender (Politikwissenschaftler) (* 1968), deutscher Politikwissenschaftler
- Philip Bender (* 1980), deutscher Schauspieler

### R
- Ralf Bender (* 1958), deutscher Astronom
- Reinhold F. Bender (1908–1977), deutscher Jurist und Politiker (GB/BHE, CDU)
- Rolf Bender (1923–2007), deutscher Jurist und Richter
- Ross Thomas Bender (1929–2011), kanadischer Theologe
- Rudolf Bender (1860–1945), preußischer Baubeamter und Politiker
- Rupprecht Bender (1905–1993), deutscher Insektenkundler
- Ryszard Bender (1932–2016), polnischer Historiker und Politiker

### S
- Sebastian Bender (* 1991), deutscher Schauspieler
- Silvia Bender (* 1970), deutsche Agrarwissenschaftlerin, politische Beamtin und Staatssekretärin
- Sóley Sesselja Bender (* 1953), isländische Krankenschwester und Hochschullehrerin
- Stanislaus Bender (1882–1975), polnischer Maler, Zeichner und Lithograph
- Steffen Bender, deutscher Klimawissenschaftler
- Stephan Bender (Archäologe) (1965–2019), Limeskoordinator für Baden-Württemberg
- Stephan Bender (Schauspieler) (* 1989), US-amerikanischer Filmschauspieler
- Steve Bender (1946–2006), deutscher Musiker
- Sven Bender (* 1989), deutscher Fußballspieler

### T
- Tanja Becker-Bender (* 1978), deutsche Violinistin
- Thomas Schmitz-Bender (1943–2016), deutscher Studentenfunktionär, Regisseur und Schriftsteller
- Thorsten Bender (* 1982), deutscher Koch
- Tim Bender (* 1995), deutscher Eishockeyspieler
- Tom Bender (* 1944), australischer Basketballspieler
- Tony Bender, Alternativname von Anthony Strollo (1899–1962), US-amerikanischer Mobster
- Traugott Bender (1927–1979), deutscher Politiker (CDU), Jurist und Theologe

### W
- Waldemar Bender (1885–1950), deutscher Konteradmiral
- Walter Bender (1903–1986), deutscher Politiker (FDP)
- Werner Bender (* 1928), deutscher Schriftsteller
- Wilhelm Bender (Theologe) (1845–1901), deutscher Theologe
- Wilhelm Bender (Mediziner) (1900–1960), deutscher Psychiater
- Wilhelm Bender (Kirchenmusiker) (1911–1944), deutscher Kirchenmusiker und Komponist
- Wilhelm Bender (Fußballspieler) (1915–1944), deutscher Fußballspieler
- Wilhelm Bender (Manager) (* 1944), deutscher Manager
- William Bender (1930–2014), US-amerikanischer Musikkritiker
- Wolfgang Bender (Theologe) (1931–2017), deutscher römisch-katholischer Theologe
- Wolfgang Bender (Ethnologe) (* 1946), deutscher Ethnologe

## Fiktive Personen
- Bender Bieger Rodriguez, Figur in der Serie „Futurama“, siehe Figuren aus Futurama #Bender
- Ostap Bender, Romanfigur aus mehreren Romanen von Ilja Arnoldowitsch Ilf und Jewgeni Petrowitsch Katajew